# Gliese 179 b
Gliese 179 b est une planète extrasolaire (exoplanète) en orbite autour de l'étoile Gliese 179.
Elle a été découverte en 2010.